# 藍雷射

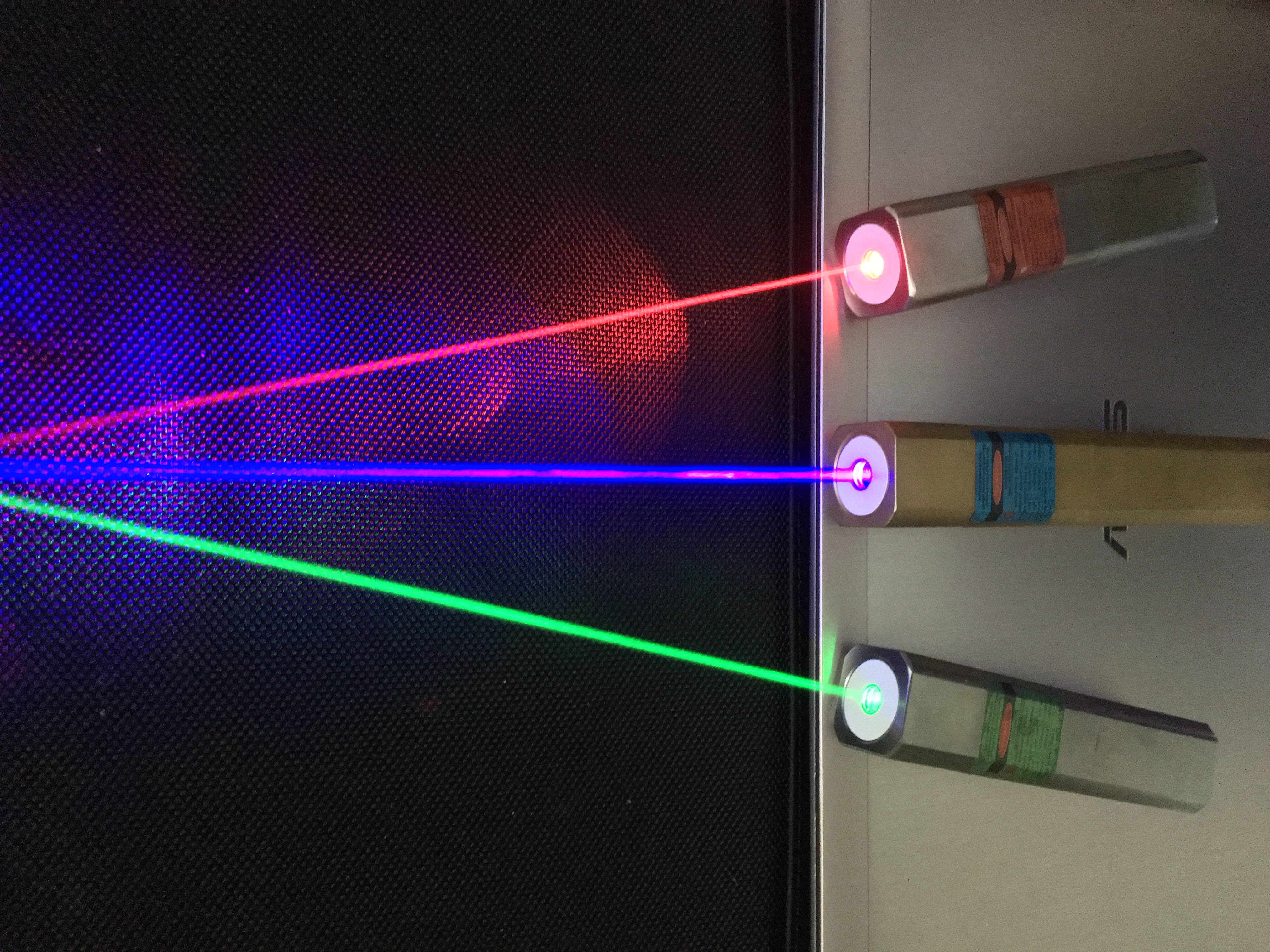
400nm - 500nm 藍色激光（中間）

藍光雷射（英語：Blue laser），是指波長介於360到480奈米(nm)之間之雷射光。藍光雷射以三族的鎵氮化物為主是常見的半導體雷射二極體。這新的元件應用在很多領域上，從高密度的數據儲存到醫療應用上。

## 歷史
直到1990年代中期，藍光半導體雷射的發展，藍光雷射為大且昂貴的氣體雷射裝置，用混合稀有氣體搭配高電流以及高的冷卻系統來達成居量反轉。
先前很多團隊投入發展，其中最值得注意的是赤崎勇教授的研究團隊中村修二在日亞化學工業公司和索尼公司在阿南（德島縣，日本）提出了一系列的發明和商業上發展可見的藍紫光半導體雷射。藉由自我組裝自發形成的InGaN量子井或量子點作為Nichia元件的主動層。此新發明能夠製造體積能夠更小，更方便，成本更低廉的藍光、紫光和之前從未有過的紫外光雷射，且開啟相關的應用，例如：高資料儲存密度的HD DVD和藍光光碟。較短的波長可以讀取光碟上更多的資訊。

## 演進
藍光雷射通常在400奈米操作，但一般的操作下，這些設備的顯示在480至360納米。目前市場上也有473奈米DPSS雷射，但它們仍然十分昂貴。
目前大眾熟知的405奈米雷射，事實上並非藍色的，用眼睛看起來近似紫色（violet）的，人眼對顏色的敏感性是非常有限的。當指出白色物體上的藍點，它實際上是熒光，相同的效應如black light lamp.對於顯示器上的應用，真正的藍色是需要450奈米~460奈米波長的光。這種雷射已經在市場上了。最後一個巨大的挑戰是架構出一個“真正的綠光”的InGaN雷射(大約530奈米)。許多公司展示的設備只是在480-500納米波長下工作。

## 藍光雷射的應用領域
- 電訊
- 信息技術
- 環境監測
- 電子設備
- 醫療診斷
- 微型投影機及顯示器

## 目前商品化的藍光光碟產品
- Blu-ray Disc
- HD DVD
- THD

## 相容 BD 和 HD DVD 的 THD
華納家庭視頻公司（WHV）在CES 2007 (8,Jan,2007)宣布了会发展——整合了BD與HD DVD內容的「Total Hi Def Disc」（也稱為 Total HD 或 THD）光碟，這種光碟為雙面結構，一面BD格式一面HD DVD格式，可以在BD或HD DVD影碟機上觀看相對應的內容。
同年11月，华纳宣布暂停这项发展计划，并于2008年1月4日宣布不再发展HD-DVD系统，为这Total HD正式划上句号。

## 外部連結
- 绿色环保 玉米制造的“蓝光”光盘 -中关村在线 （页面存档备份，存于）